# Franz Danzi
Franz Ignaz Danzi (Schwetzingen, 15 giugno 1763 – Karlsruhe, 13 aprile 1826) è stato un compositore, violoncellista e direttore d'orchestra tedesco, figlio del violoncellista italiano Innocenzo Danzi.
La madre era la Barbara Sidonia Margaretha Toeschi, sorella di Karl Joseph (Carlo Giuseppe) Toeschi e figlia di Alessandro Toeschi. Suoi fratelli erano la compositrice e cantante Francesca Lebrun (nata Franziska Dorothea Danzi e sposata con l'oboista Ludwig August Lebrun) ed il violinista Johann Baptist Danzi. Danzi visse in un periodo fondamentale per la musica europea. La sua carriera attraversa la transizione fra classicismo musicale ed il primo 
periodo romantico. Da giovane conobbe Wolfgang Amadeus Mozart, compositore del quale egli aveva grande stima e considerazione; Danzi fu anche contemporaneo di Ludwig van Beethoven, nei riguardi del quale aveva impressioni contrastanti; egli fu infine mentore del giovane Carl Maria von Weber. 

## Biografia
Nato a Schwetzingen, Franz Danzi fu attivo in diverse località della Germania: Mannheim, Monaco di Baviera, Stoccarda e Karlsruhe, città dove morì nel 1826.
Cresciuto a Mannheim, il giovane Franz studiò musica con il padre Innocenzo e con l'abate Georg Joseph Vogler, prima di entrare a far parte nel 1778 come violoncellista nella celebre orchestra del principe elettore di Baviera Karl Theodor.
Nel 1790 Franz Danzi sposò la cantante d'opera Maria Margarethe Marchand, con la quale viaggiò per numerose città europee fra cui Lipsia, Praga, Venezia e Firenze.

## Composizioni

### Musica da camera

#### Quartetti per archi
- 3 Quartetti per archi, op.5
- 6 Quartetti per archi, op.6
- 3 Quartetti per archi, op.29

#### Quintetti per archi
- 6 Quintetti per archi (con due viole), op. 66

#### Musica cameristica con strumenti a fiato
- Sestetto per fiati in mi maggiore, op. 10
- Sonata per corno in mi bemolle maggiore, op.28 (c.1805)
- 3 Quartetti per fagotto ed archi, op.40
- Quintetto in re minore per pianoforte e fiati, op.41
- Sonata concertante in mi minore per corno e pianoforte, op.44
- Sonatina in re maggiore per flauto e pianoforte
- Quintetto in fa maggiore per pianoforte e fiati, op.53
- Quintetto in re maggiore per pianoforte e fiati, op.54
- 3 Quintetti per fiati, op.56
- 3 Quintetti per fiati, op.67
- 3 Quintetti per fiati, op.68
- 3 Trii per flauto e archi, op.71
- Gran Sonata per corno di bassetto ( o violoncello) e fortepiano op. 62

#### Altre composizioni cameristiche
- 3 Duo per viola e violoncello (libro I)
- 3 Duo per viola e violoncello, op.9 (libro II)
- Sonata in si bemolle maggiore per clarinetto e pianoforte
- Sonata in re maggiore per 2 organi

### Musica sinfonica

#### Sinfonie e concerti
- Symphonie concertante in mi bemolle maggiore per quintetto di fiati e orchestra (1785)
- Sinfonia in do maggiore, op.25
- Symphonie concertante in si bemolle maggiore per flauto, clarinetto e orchestra, op.41
- Ouvertüre in mi maggiore
- Concerto per violoncello ed orchestra
- Concerto per pianoforte ed orchestra in mi maggiore

#### Concerti per strumenti a fiato e orchestra
- Concerto per flauto e orchestra n.1 in sol maggiore, op.30
- Concerto per flauto e orchestra n.2 in re minore, op.31
- Concerto per flauto e orchestra n.3 in re minore, op.42
- Concerto per flauto e orchestra n.4 in re maggiore, op.43
- 3 Potpourris per clarinetto e orchestra, op. 45 (1814)
- Concertino, op. 47, per clarinetto solo, fagotto solo e piccolo ensemble di fiati
- 4 Concerti per fagotto ed orchestra
- Concerto per corno ed orchestra